# Lysesiv
Lysesiv (Juncus effusus), ofte skrevet lyse-siv, er et 50-100 cm højt halvgræs, der vokser på næringsrig bund i enge og moser.

## Beskrivelse
Lysesiv er en flerårig og urteagtig, græslignende plante med en tueformet vækst. Stænglerne er stift oprette til udadrettede. De er runde i tværmål og glatte med svage længderibber. Bladene er ligeledes glatte og helt stængelomsluttende. De er mørkegrønne på begge sider, helrandede og med langt udløbende spids. Både de egentlige stængler og de stængellignende blade er fyldt af en luftfyldt marv.
Blomstringen sker i juni-august, hvor man finder blomsterne samlet i en lille sidestillet stand på den yderste tredjedel af skuddet, hvor man også finder den udspærrede spids af det enlige stængelblad. De enkelte blomster er meget små, men regelmæssige og 3-tallige med lidt forskellige blosterblade. Frugterne er skinnede brune kapsler med mange frø.
Rodnettet er trævlet og består af tykke, krogede rødder.
Højde x bredde og årlig tilvækst: 1,00 x 1,00 m (100 x 100 cm/år).

## Voksested
Arten er udbredt i alle verdensdele, herunder også i Danmark, hvor den er almindelig. Lysesiv er knyttet til fugtige, sure og ikke alt for magre jorde, og den bliver begunstiget af græsning, da kreaturerne undgår at æde den. Arten er kendetegnende for moser, enge og områder med høj grundvandstand.
I Holtemmen på Læsø findes arten i et græsset kær sammen med bl.a. benbræk, blåtop, kattehale, tranebær, bukkeblad, bølget bunke, djævelsbid, engviol, engkarse, hvid næbfrø, klokkelyng, kragefod, mosepors, rundbladet soldug, smalbladet kæruld, sværtevæld og tormentil
| Portal | Portal:Botanik |

## Note
1. ↑  Naturstyrelsen: Effekt af høslæt og græsning på vegetation - kapitel 8